# 11506 Toulouse-Lautrec
11506 Toulouse-Lautrec este o planetă minoră (asteroid), cu un diametru de 3,187 km, din centura de asteroizi. A fost descoperită pe 2 martie 1990 la Observatorul European Austral de Eric Walter Elst și a fost numită după Henri de Toulouse-Lautrec. 
Obiectul prezintă o orbită caracterizată de o semiaxă mare de 2,4371273 UAi, o excentricitate de 0,1, o înclinație de 6,69753 ° în raport cu ecliptica.